# Caffrocrambus savonarolae
Caffrocrambus savonarolae là một loài bướm đêm trong họ Crambidae.